# Kirche Flemmingen

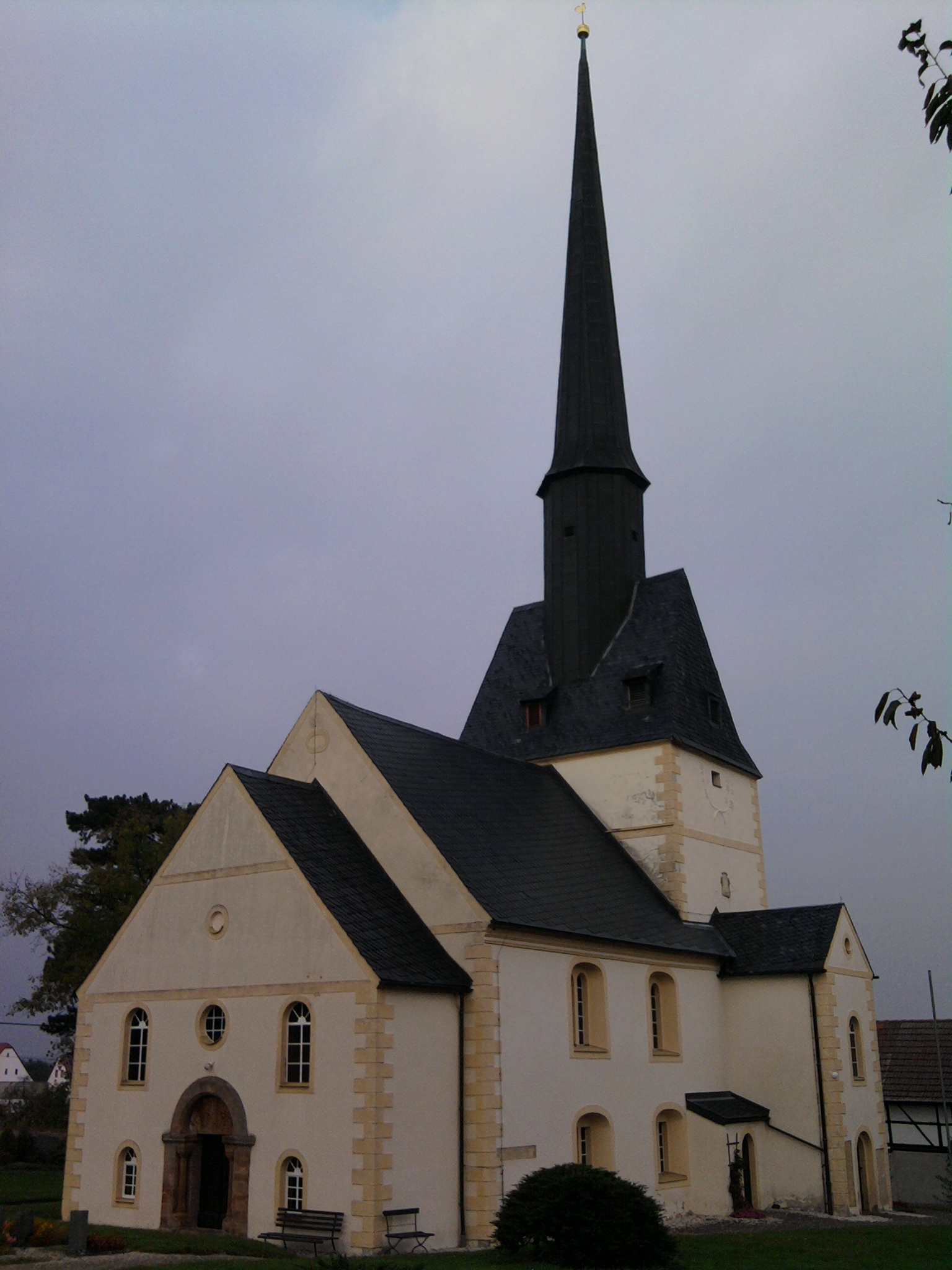
Kirche Flemmingen

Die evangelisch-lutherische Kirche Flemmingen steht in Flemmingen, einem Ortsteil von Nobitz im Landkreis Altenburger Land in Thüringen. Die Kirchengemeinde Flemmingen im Kirchspiel Flemmingen – Langenleuba-Niederhain gehört zum Pfarrbereich Flemmingen im Kirchenkreis Altenburger Land der Evangelischen Kirche in Mitteldeutschland.

## Beschreibung
Eine romanische Kirche wurde schon im Jahre 1252 in einem Register über das Einkommen des Pfarrers genannt. Von ihr ist heute noch der Chorturm erhalten. Diese Kirche wurde 1490 spätgotisch verändert. Die große bronzene Glocke aus dem Jahre 1515 ist noch unversehrt vorhanden. Die heutige verputzte und mit Ecksteinen versehene Saalkirche mit eingezogenem, querrechteckigen Chorturm und östlich anschließendem, rechteckigen Altarraum wurde 1649 errichtet, das Langhaus 1680. Der Chorturm erhielt im 18. Jahrhundert ein quergestelltes schiefergedecktes Walmdach mit einem Dachreiter. An seiner Nordseite befindet sich die ehemalige Sakristei, die mit einem Kreuzgratgewölbe überspannt ist. Im Westen wurde nachträglich ein Anbau errichtet. Dorthin wurde das Portal 1887 von der Südseite versetzt. Es steht zwischen kannelierten Säulen mit gewundenem Schaft und mit Palmetten verzierten, würfelförmigen Kapitellen aus Porphyr. Der ursprüngliche Standort des Portals ist unbekannt. In Baustil und Ornamenten stimmt es mit dem im 19. Jahrhundert zerstörten Westportal der Pfarrkirche im nahegelegenen Langenleuba-Oberhain überein. Beide Kirchenportale sind wahrscheinlich Ende des 12. Jahrhunderts unter dem Einfluss der Bauhütten der Stifte von Wechselburg und Petersberg entstanden.
Die Sonnenuhr, die hölzerne Kanzel an der Nordseite des Triumphbogens und die dreiseitigen Emporen auf gusseisernen Säulen im Kirchenschiff sind aus der 2. Hälfte des 17. Jahrhunderts.
Eine Orgel wurde 1763–1764 von Tobias Heinrich Gottfried Trost gebaut. Diese wurde 1819 durch Blitzschlag zerstört. Eine neue Orgel wurde 1886 vom Orgelbauer  Poppe unter Beibehaltung einiger Register gebaut und von 2002 bis 2004 umfangreich restauriert. 1990 wurden die Bleiglasfenster erneuert. 1993 erfolgte der Abschluss der Restaurierungsarbeiten der Außenfassade. Der Innenraum wurde anschließend nach der Kirchengestaltung von 1886/1887 restauriert.